# Nationell film
Nationell film menar inom filmvetenskapen film producerad inom ett land och inom ramarna för landets kulturella samhörighet.
Varje nation har sin egen unika identifikation och prägel inom filmmediet. Filmer kan ha olika utseende och estetik beroende på vilket land de kommer ifrån. En specifik film eller regissör kan komma att starkt förknippas med landet den kommer ifrån. Exempel på detta är Ingmar Bergman som en auteur från Sverige och som ofta representerar svensk film utomlands.
En nationell film urskiljs först och främst genom språk och kultur, men man kan också utifrån finansiering och produktion fastställa filmens nationella ursprung. Den ekonomiska aspekten till nationell film kan ses i och med dess interaktion med den inhemska filmindustrin.
Nationell film är motsats till multinationell film, där flera länder är med och producerar en film.

## Modern fransk film
Den franska filmhistorien har i betydande omfattning påverkat världens filmutveckling och fortsätter att påverka den än idag. Moderna franska filmer består inte bara av de invanda föreställningarna och romantiserade myterna om Paris samt landets övriga "mainstream"-rörelser, utan innehåller också skiftande, men ganska okända strömningar/genrer, som ofta avviker både från estetiken och "mainstream" i sin skildring. Riktningarna innehåller dock också välkända och intressanta exempel. Några av dessa rörelser och deras representerande filmer är ”cinéma de banlieue” (La Haine, 1995), 1990-talets nya realism (Yaura-t-il de la neige à Noël?, 1996), ”cinema of abjection” (Assassin(s), 1997). Trots att alla de här mindre kända strömningarna/genrer skildrar, reagerar och för en dialog om verkligheten, görs detta med hjälp av varierande medel (mer eller mindre konstnärliga och moraliska) samt berör olika etniska- och samhällsgrupper, beroende på vilken genre man lägger särskild vikt vid.
Frankrike har alltid varit ett land med "statligt finansierade filmer av oenighet" som, till skillnad från många andra länder, säkrade mångfald och förnyelse inom landets filmbransch. Franska filmtraditioner, inklusive de marginella rörelserna, förknippas ofta med auteur regissörer, både manliga och kvinnliga. Bland välkända moderna franska regissörer kan man nämna François Ozon, Luc Besson, Agnès Varda, Mathieu Kassovitz, Jean-Pierre Jeunet, Coline Serreau, Jean-Jacques Beinex.

## Italiensk neo-realism
En av de mer kända termerna som rör nationell film är Italiensk neorealism som oftast förknippas med hur film i Italien såg ut efter andra världskriget och var den, såhär i efterhand, viktigaste filmtrenden mellan 1945 och 1951.
Neorealistiska filmer var ofta kritiska mot samhället och lyfte upp mer realistiska historier om samhället och dess problem istället för, som exempel, mer “fantastiska” filmer om hjältemod och dylikt. Nu i mer modern tid har det inom Europa uppstått nya former av filmiskt berättande, inspirerat bland annat av den italienska neorealismen, så att säga nya former av realism. Dessa olika modeller kan vara svåra att skilja åt då de med lätthet glider in i varandras områden. Det handlar i stort sett om att lyfta fram realism och surrealism på olika nivåer och i olika hög grad.

## Realism inom europeisk film
Neo-Bazinian realism (även kallad neoneorealism), är den realism som mest är inspirerad av Italiensk neo-realism och handlar ofta om sociala problem och är mer vardagsdraman.
Traductive realism har till skillnad från neo-bazinian-realism inte en lika tydlig mall utan handlar ofta om en skakig handkamera och en otydlighet om karaktärerna befinner sig i en subjektiv eller objektiv verklighet.
Hyperrealism handlar mer om att framställa verkliga händelser på ett filmiskt sätt, samtidigt som det försöker behålla en realistisk känsla, på samma gång som det estetiskt använder sig av mediets fulla potential.
Hypermodern avant-garde lyfter upp en form av mer surrealism och är snarare inspirerad av avant-garde-filmtraditionen från Tyskland. Oftast är dessa filmer lågbudget och försöker att experimentera med filmmediet.
Dogma 95 är en form av filmrörelse som dök upp i Danmark, som i stora drag handlar om att de inom rörelsen ska följa vissa regler vilket i sin tur ger en större känsla av realism.

## Katalansk film
En typ av nationell film inom Europas gränser är den katalanska filmkulturen. Efter att den spanska regeringen hävt sin bannlysning av katalansk kultur på 1960-talet växte en katalansk filmindustri fram. Denna filmvåg hade fokus på katalansk kultur som byggde på den katalanska folkmusiken Nova Cançó med avsikt att stärka den katalanska identiteten som en autonom stat i Spanien med sitt eget språk och historia.
Som svar på det tidigare spanska förtrycket av katalansk kultur växte Barcelonaskolan fram och blev likställt med den Spanska nya vågen trots det spanskkritiska innehållet. Den enda regissör aktiv inom Barcelonaskolan som upprätthöll uppmärksamhet var Vicente Aranda. Hans mest kända film, Mirage (1966) producerades innan den spanska nya vågen tog fart.
De katalanska filmerna från slutet av 1970-talet handlade ofta om det spanska inbördeskriget med en stark förankring i det katalanska arvet och delaktigheten i Spanien innan Franco.